# Elizabeth Hepple
Elizabeth Hepple née le 7 juillet 1959, est une coureuse et triathlète cycliste professionnelle australienne.

## Palmarès cyclisme

### Jeux olympiques
- Séoul 1988[1]
  - 22e de la course en ligne

### Autres
- 1987
  - 10e du championnat du monde sur route par équipes avec Robyn Battison, Donna Rae-Szalinski, Donna Gould
- 1988
  - 2e du Tour d'Italie
  - 3e du Tour de France féminin

## Palmarès triathlon
Le tableau présente les résultats les plus significatifs (podium) obtenus sur le circuit international de triathlon depuis 1983,.
| Année | Compétition                            | Pays      | Position      | Temps           |
| ----- | -------------------------------------- | --------- | ------------- | --------------- |
| 1983  | Noosa Triathlon                        | Australie | Médaille d'or | 2 h 27 min 5 s  |
| 1983  | Nepean Triathlon                       | Australie | Médaille d'or | Timing          |
| 1989  | Noosa Triathlon                        | Australie | Médaille d'or | 2 h 9 min 47 s  |
| 1990  | Noosa Triathlon                        | Australie | Médaille d'or | 2 h 7 min 45 s  |
| 1990  | Championnats d'Australie de triathlon  | Australie | Médaille d'or | Timing          |
| 1990  | Nepean Triathlon                       | Australie | Médaille d'or | Timing          |
| 1990  | Sri Chinmoy Triathlon - Yarralumla Bay | Australie | Médaille d'or | 3 h 55 min 22 s |